# Maud de Clifford
Maud de Clifford (auch Matilda de Clifford) († zwischen Dezember 1282 und 9. Mai 1285) war eine englische Adlige.

## Leben
Maud de Clifford war die einzige Tochter von Sir Walter de Clifford und von Margaret ferch Llywelyn. Ihre Mutter war eine Tochter des walisischen Fürsten Llywelyn ab Iorwerth, ihr Vater war ein reicher Marcher Lord aus Glasbury in Breconshire. Sie wurde 1254 mit William III Longespée verheiratet, dem Erben der Grafschaft Salisbury. Ihr Mann starb Ende 1256 oder Anfang 1257 an den Folgen eines Turnierunfalls. Nach dem Tod ihres Vaters 1263 erbte sie dessen Güter, neben Glasbury Bronllys Castle in Breconshire, Llandovery Castle in Deheubarth sowie weitere Güter in Shropshire. Matilda war nun eine reiche Witwe, neben den Gütern ihres Vaters hatte sie von den Gütern ihres Mannes ein Wittum erhalten. Vermutlich bemühte sich Sir John Giffard, sie zu heiraten. Als sich die Verhandlungen dazu in die Länge zogen, entführte der ungeduldige Giffard im Oktober 1271 wohl gegen ihren Willen Maud aus ihrem Gut in Canford in Wiltshire. Diese Entführung führte zu einem ungeheuren Skandal, doch schließlich erhielt Giffard die Erlaubnis, Maud zu heiraten, durch deren Güter er in den Rang eines Marcher Lords aufstieg.
Aus ihrer ersten Ehe mit William Longespée hatte Maud eine Tochter:
- Margaret Longespée (um 1254–zwischen 1306 und 1310) ⚭ Henry de Lacy, 3. Earl of Lincoln

Aus ihrer zweiten Ehe mit John Giffard hatte sie mehrere Töchter:
- Katherine Giffard (vor 1272–nach 1322) ⚭ Nicholas Audley
- Eleanore ⚭ Fulk Lestrange, 1. Baron Strange of Blackmere
- Maud ⚭ William de Geneville

Nach ihrem Tod blieben ihre Besitzungen unter der Verwaltung ihres Mannes, nach dessen Tod 1299 wurden sie unter ihren Töchtern aufgeteilt.